# Bryce Young
Bryce Christopher Young (nascido em 25 de julho de 2001) é um jogador de futebol americano que atua como quarterback do Carolina Panthers da National Football League (NFL). Ele jogou futebol americano universitário no Alabama, onde detém o recorde escolar de maior número de jardas em um único jogo (559) e recebeu vários prêmios de jogador do ano em 2021, incluindo o Troféu Heisman . Young foi selecionado em primeiro lugar geral pelos Panthers no Draft de 2023 da NFL.